# بوبر شکم‌زرد
بوبر شکم‌زرد (نام علمی: Chlorocichla flaviventris) نام یک گونه از سرده بوبرهای رنگین است.